# Teucholabis rostrata
Teucholabis rostrata là một loài ruồi trong họ Limoniidae. Chúng phân bố ở vùng Tân nhiệt đới.